# Liste der Biografien/Enn
Liste der Biografien |
Portal Biografien |
Personensuche
# |
A |
B |
C |
D |
E |
F |
G |
H |
I |
J |
K |
L |
M |
N |
O |
P |
Q |
R |
S |
T |
U |
V |
W |
X |
Y |
Z |
?
 
Ea |
Eb |
Ec |
Ed |
Ee |
Ef |
Eg |
Eh |
Ei |
Ej |
Ek |
El |
Em |
En |
Eo |
Ep |
Eq |
Er |
Es |
Et |
Eu |
Ev |
Ew |
Ex |
Ey |
Ez
 
Ena |
Enb |
Enc |
End |
Ene |
Enf |
Eng |
Enh |
Eni |
Enj |
Enk |
Enl |
Enm |
Enn |
Eno |
Enq |
Enr |
Ens |
Ent |
Enu |
Env |
Enw |
Enx |
Eny |
Enz
Die Liste der Biografien führt alle Personen auf, die in der deutschsprachigen Wikipedia einen Artikel haben. Dieses ist eine Teilliste mit 74 Einträgen von Personen, deren Namen mit den Buchstaben „Enn“ beginnt.

## Enn
- Enn, Hans (* 1958), österreichischer SkirennläuferHans Enn (* 1958)

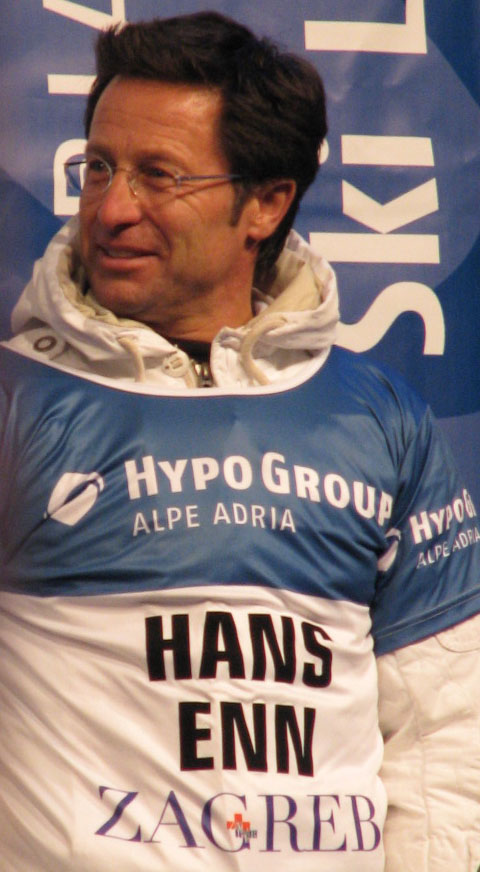
Hans Enn (* 1958)

### Enna
- Enna, August (1859–1939), dänischer Musiker und Komponist
- Enna-Dagan, Herrscher von Mari
- Ennaceur, Mohamed (* 1934), tunesischer Politiker
- Ennadi, Noura (* 1999), marokkanische Siebenkämpferin
- Ennadre, Touhami (* 1953), marokkanisch-französischer Fotograf
- Ennafaa, Mohamed (1917–2007), tunesischer Politiker
- Ennaffati, Omar (* 1980), kanadisch-ungarischer Eishockeyspieler
- Ennali, Lawrence (* 2002), deutscher Fußballspieler
- Ennals, David, Baron Ennals (1922–1995), britischer Politiker
- Ennaoui, Sofia (* 1995), polnische Leichtathletin

### Enne
- Enne, Merika (* 1992), finnische Snowboarderin
- Enneccerus, Ludwig (1843–1928), deutscher Rechtswissenschaftler und Politiker, MdHdA, MdR
- Enneccerus, Walter Rudolf (1911–1971), deutscher Brigadegeneral der Luftwaffe
- Enneking, Heinrich (1855–1947), deutscher Politiker (Zentrum)
- Ennemoser, Hermann (1940–2020), österreichischer Politiker (ÖVP)
- Ennemoser, Joseph (1787–1854), Arzt und medizinisch-philosophischer Schriftsteller
- Ennemoser, Lukas (* 1989), österreichischer Kletterer und Boulderer
- Ennen, Edith (1907–1999), deutsche Historikerin und Archivarin
- Ennen, Leonard (1820–1880), deutscher Historiker und Archivar
- Ennenbach, Wilfrid (* 1936), deutscher Pädagoge und Psychologe
- Ennenga, India (* 1994), US-amerikanische Schauspielerin
- Enneper, Alfred (1830–1885), deutscher Mathematiker
- Enners, Arno (* 1964), deutscher Politiker (AfD), MdL
- Ennery, Adolphe d’ (1811–1899), französischer Dramatiker

### Enni
- Enni Ben’en (1202–1280), buddhistischer japanischer Mönch
- Enni, Brandur (* 1989), färöischer Popsänger
- Ennia Fortuna, antike römische Glasherstellerin
- Ennin († 864), buddhistischer Mönch
- Ennin, Richlord (* 1998), kanadischer Fußballspieler
- Enning, Jenny (1810–1880), Schweizer Wohltäterin
- Enning, Manfred (* 1959), deutscher Maschinenbauingenieur
- Enning, Svenja (* 1999), deutsche Volleyballspielerin
- Enninger, Werner (1931–2016), deutscher Anglist
- Ennio (* 1999), deutscher MusikerEnnio (* 1999)
- Ennion, antiker Glasbläser

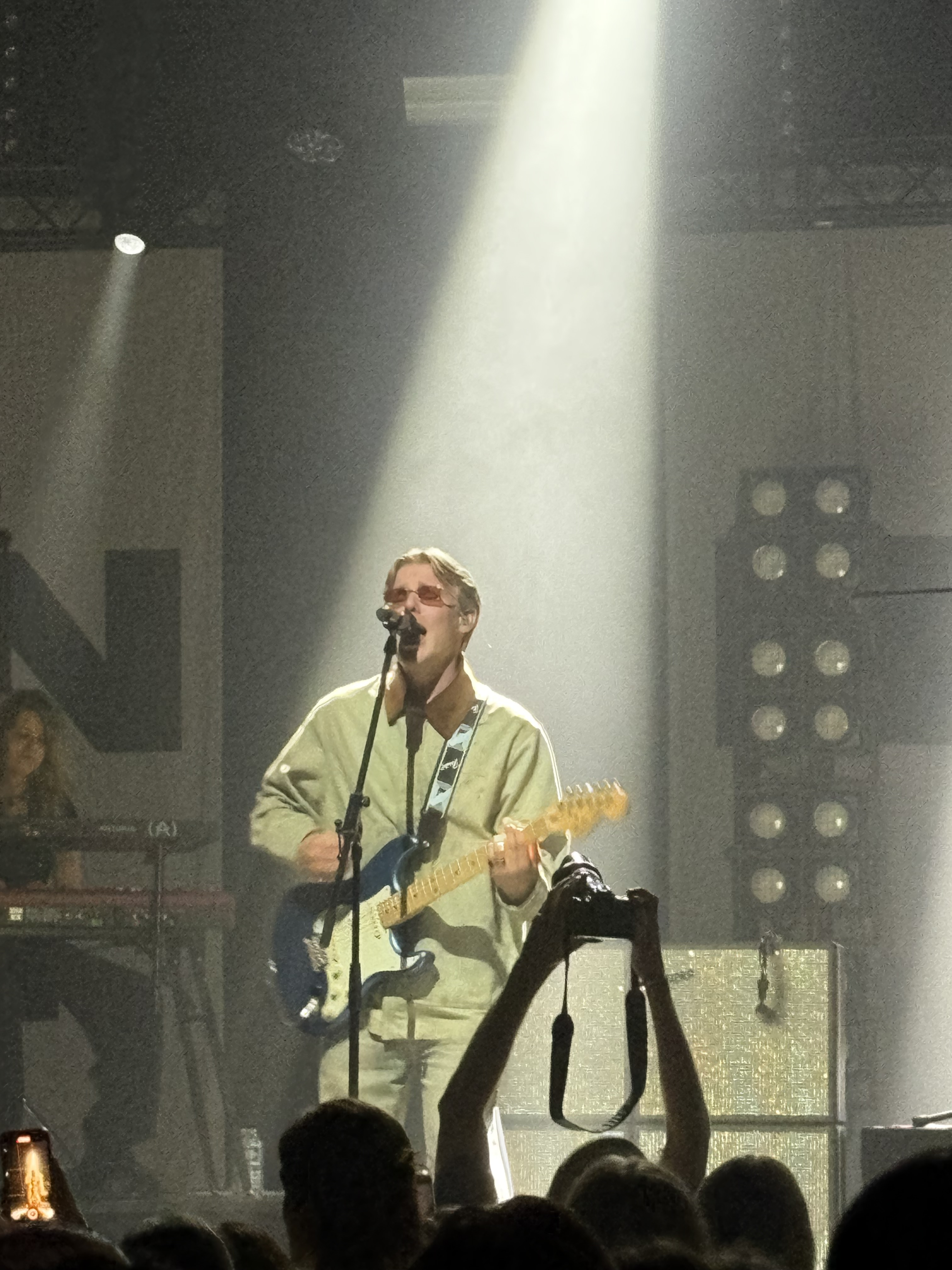
Ennio (* 1999)

- Ennion, Eric (1900–1981), britischer Ornithologe, Arzt und Vogelillustrator
- Ennis, Ethel (1932–2019), US-amerikanische Jazz-Sängerin
- Ennis, Garth (* 1970), britischer ComicautorGarth Ennis (* 1970)

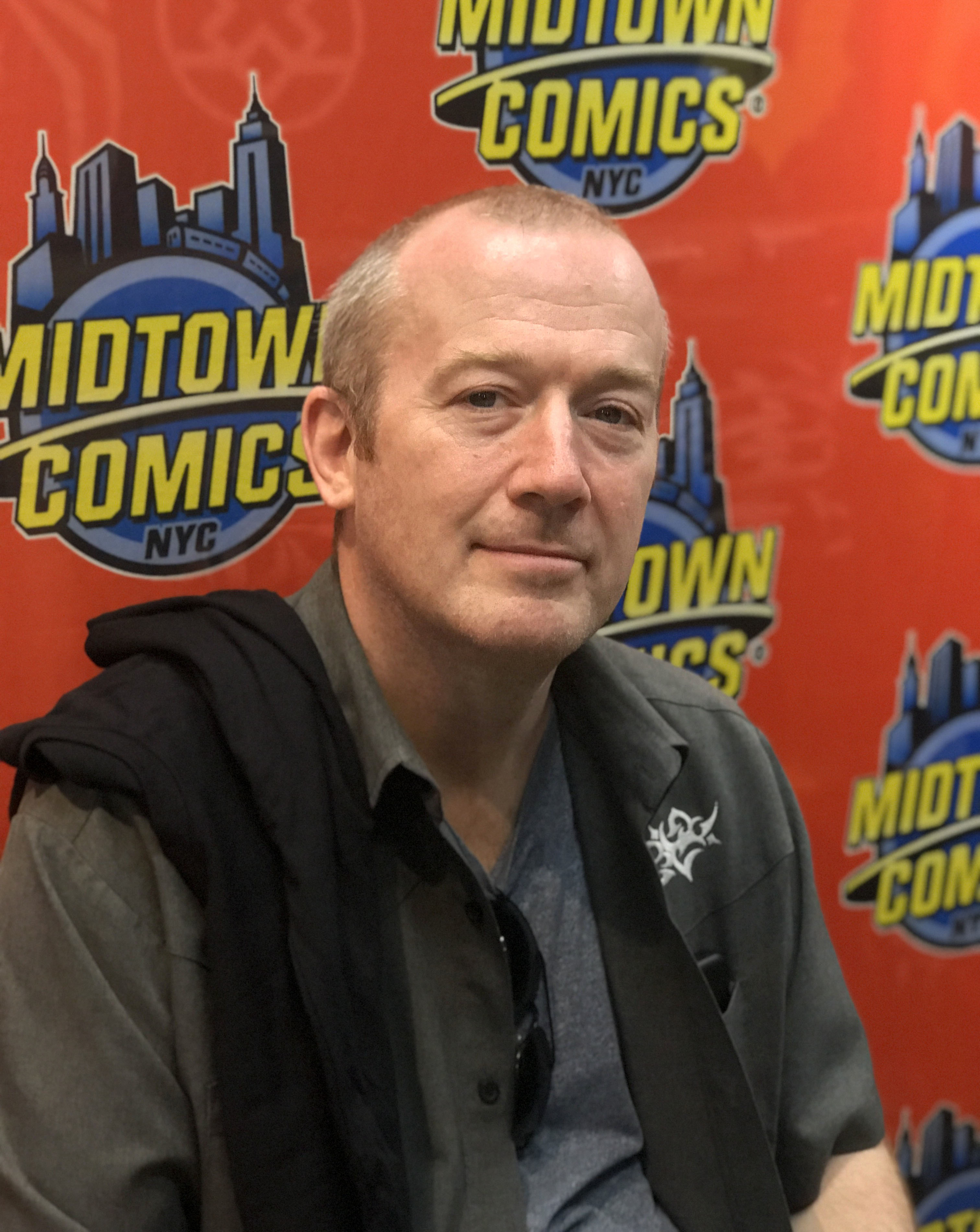
Garth Ennis (* 1970)

- Ennis, Riley F. (1897–1963), US-amerikanischer Offizier, Generalmajor der US-Army
- Ennis, Skinnay (1909–1963), US-amerikanischer Bandleader
- Ennis, Tyler (* 1989), kanadischer Eishockeyspieler
- Ennis, Tyler (* 1994), kanadischer Basketballspieler
- Ennis, Victor Ray, Tontechniker
- Ennis, William P. (1904–1989), US-amerikanischer Generalleutnant
- Ennis-Hill, Jessica (* 1986), britische Mehrkämpferin
- Ennis-London, Delloreen (* 1975), jamaikanische Hürdenläuferin
- Ennisch, Theo (1905–1989), deutscher Schauspieler bei Bühne und Fernsehen
- Ennius Marsus, Lucius, römischer Offizier (Kaiserzeit)
- Ennius, Quintus (239 v. Chr.–169 v. Chr.), römischer Schriftsteller

### Ennj
- Ennjimi, Saïd (* 1973), französischer Fußballschiedsrichter

### Ennk
- Ennker, Benno (* 1944), deutscher Osteuropahistoriker und Hochschullehrer
- Ennker, Jürgen (* 1952), deutscher Herzchirurg

### Enno
- Enno Haytatisna († 1407), Häuptling zu Larrelt
- Enno I. († 1491), Graf von Ostfriesland
- Enno II. (1505–1540), Graf von Ostfriesland (1528–1540)
- Enno III. (1563–1625), Graf von OstfrieslandEnno III. (1563–1625)

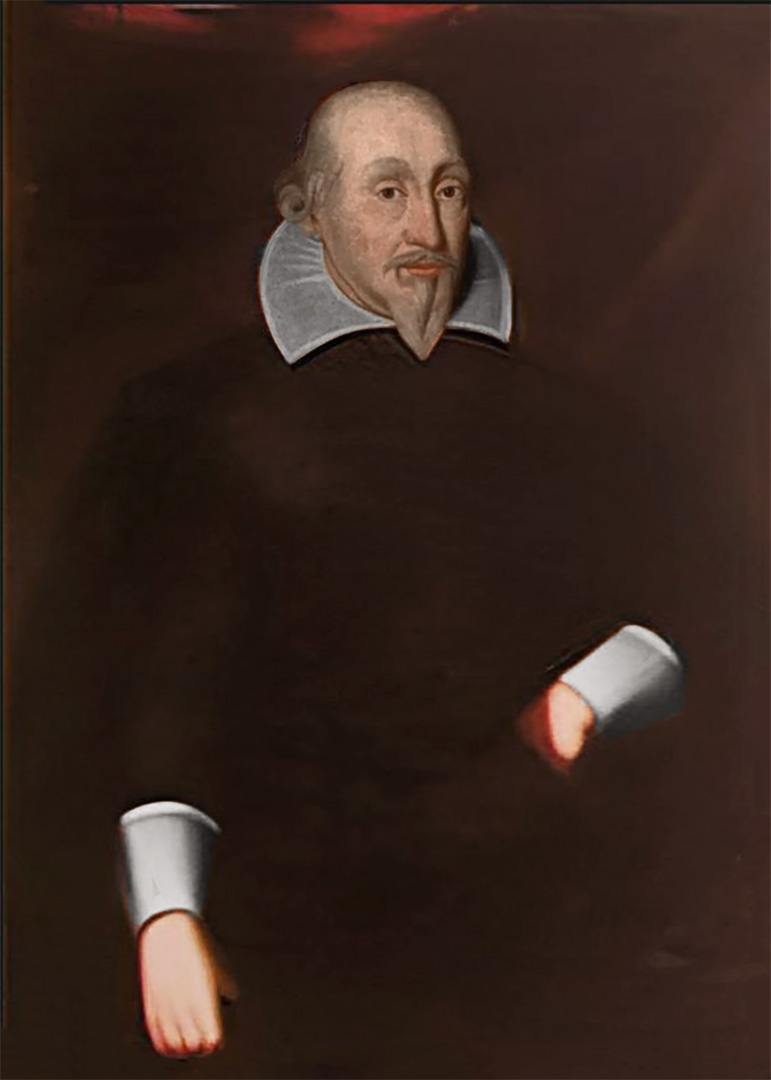
Enno III. (1563–1625)

- Enno Ludwig (1632–1660), Fürst von Ostfriesland
- Enno, Ernst (1875–1934), estnischer Lyriker und Kinderbuchautor
- Ennöckl, Daniel (* 1973), österreichischer Jurist und Hochschullehrer
- Ennöckl, Katharina (1790–1869), österreichische Theaterschauspielerin
- Ennodius Messala, spätantiker Politiker und Konsul (506)
- Ennodius, Magnus Felix († 521), katholischer Bischof und Verfasser von christlichen Schriften in lateinischer Sprache

### Enns
- Enns, Abram B. (1887–1993), schwarzmeerdeutscher Schriftsteller, Kunstkritiker und Pädagoge
- Enns, Bruce, kanadischer Basketballtrainer
- Enns, Elsa (1962–2011), deutsche Malerin
- Enns, Fernando (* 1964), brasilianischer mennonitischer Theologe
- Enns, Jenna, kanadische Schauspielerin und Kostümbildner
- Enns, Peter (* 1961), US-amerikanischer reformierter Theologe und Autor
- Ennsthal, Johann von († 1281), Bischof von Chiemsee und Bischof von Gurk

### Ennu
- Ennullat, Swen (* 1976), deutscher Kommunalpolitiker
- Ennuschat, Jörg (* 1965), deutscher Rechtswissenschaftler

### Enny
- Enny (* 1994), britische Rapperin
- Enny-Mae (* 2003), deutsche Sängerin